# Apogon evermanni
Apogon evermanni es una especie de pez de la familia de los apogónidos en el orden de los perciformes.

## Morfología
Los machos pueden alcanzar los 12 cm de longitud total.

## Distribución geográfica
Se encuentran en el océano Índico y Pacífico (desde la isla de Mauricio, las Seychelles y la Isla Christmas hasta las Islas Marshall, las Hawái y las Marquesas) y al oeste del Atlántico central (desde las Bahamas y Cozumel hasta Curaçao).